# Плавежма
Плавежма, Плавельчама — река в России, протекает по Лоухскому району Карелии.
Вытекает из озера Долгая Ламбина на высоте 90,7 м над уровнем моря. Пересекает трассу Кола, протекает через Валасозеро. Севернее посёлка при станции Кереть пересекает железную дорогу Санкт-Петербург — Мурманск.
Впадает в губу Чупа Белого моря в 4 км юго-западнее посёлка Чупа. Длина реки составляет 18 км.

## Данные водного реестра
По данным государственного водного реестра России относится к Баренцево-Беломорскому бассейновому округу, водохозяйственный участок реки — реки бассейна Белого моря от западной границы бассейна реки Нива до северной границы бассейна реки Кемь, без реки Ковда. Речной бассейн реки — бассейны рек Кольского полуострова и Карелии, впадает в Белое море.
Код объекта в государственном водном реестре — 02020000712102000001608.